# 焦哈爾·杜達耶夫營
焦哈爾·杜達耶夫國際維和營（烏克蘭語：Міжнародний миротворчий батальйон імені Джохара Дудаєва）是一個車臣志願營，以車臣伊奇克里亞共和國第一任總統焦哈爾·杜達耶夫命名。該營主要由車臣志願者組成，其中許多人在第一次車臣戰爭和第二次車臣戰爭中與車臣伊奇克里亞共和國並肩作戰。
2014年3月上旬，焦哈爾·杜達耶夫國際維和營在丹麥成立。該營的發起者是2006年發起的社會和政治運動「自由高加索」。2014年3月3日，自由高加索主席團宣布成立一個營，參與烏克蘭東部的頓巴斯戰爭。該營的主要戰士是在車臣戰爭之後逃離俄羅斯的車臣人。
2015年2月1日，首任指揮官伊萨·穆纳耶夫在烏克蘭東部的傑巴利采韋戰役中陣亡後，該營一直由受過英國教育的車臣族人亚当·奥斯马耶夫指揮。